# Commiphora myrrha

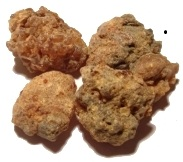
Harz

Commiphora myrrha ist eine Pflanzenart innerhalb der Familie der Balsambaumgewächse (Burseraceae). Die ursprüngliche Heimat ist das nordöstliche Kenia, das östliche Äthiopien, Dschibuti, Somalia und auf der arabischen Halbinsel Oman sowie Jemen. Aus ihrem Harz wird die Myrrhe als aromatisches Gummiharz gewonnen.

## Beschreibung

### Erscheinungsbild, Borke, Harz und Blatt
Commiphora myrrha wächst als laubabwerfender, stämmiger, dorniger Strauch oder kleiner Baum mit knorrigen Ästen, meist mit nur einem kurzen Stamm und erreicht Wuchshöhen von bis zu 4 Meter. Die äußere silbrige, weißliche oder bläulich-graue, glatte Borke schält sich in großen pergamentartigen Stücken ab und die grünere untere, glatte Borke wird sichtbar. Aus den flüssigen, kaum duftenden Exsudaten entsteht ein hartes, durchscheinendes, gelbliches Gummiharz.
Die zu mehreren an Lang- und Kurztrieben zusammen stehenden, ledrigen Laubblätter sind in Blattstiel und Blattspreite gegliedert. Der Blattstiel 1 bis 10 mm lang. Die Blattspreite ist dreizählig, mit einem großen Endblättchen und mit zwei kleineren bis winzigen seitlichen Blättchen, oder auf das Endblättchen reduziert. Die ledrigen Fiederblätter sind gräulich-grün bis blau-grün und sehr variabel in Größe und Form. Die Fiederblättchen können bei einer Länge von 6 bis 44 mm und einer Breite von 3 bis 20 mm elliptisch, spatelförmig oder lanzettlich sein mit spitz zulaufender, herzförmiger, gerundeter oder gestutzter Basis und gerundetem oder spitzem oberen Ende. Die Blattränder sind glatt oder gezähnt. Es sind drei bis vier nur schwach erkennbare Blattadern vorhanden.

### Blütenstand, Blüte, Frucht und Samen
Die Blütezeit liegt kurz vor der Regenzeit. Commiphora myrrha ist zweihäusig getrenntgeschlechtig (diözisch) und metagyn (die männlichen Blüten reifen zuerst). Die eingeschlechtigen, gelblich-grünlichen Blüten sind vierzählig. Zwei bis vier männliche Blüten stehen über jeweils einem hellbraunen, sehr kleinen Deckblatt in dichasialen, zymösen Blütenstand zusammen. Die Blütenstandsachse ist oft spärlich drüsig behaart. Ihr etwa 4 mm langer, rötlicher und vierspitziger Blütenboden ist kelch-, becherförmig. Ihre vier Kronblätter sind bei einer Länge von etwa 4,5 mm und einer Breite von etwa 1,5 mm länglich und am oberen Ende bespitzt.
Ein oder zwei glatte, grünlich-rötliche Steinfrüchte stehen auf einem Stiel zusammen. Die bei einer Länge von etwa 12–16 mm und 6–8 mm Breite eiförmigen und abgeflachten Früchte sind geschnäbelt. Wenn die Früchte reif sind zerfallen sie in zwei Teile und geben den Blick auf den einzigen Samen frei. Die braunen, 6–9 mm langen Samen besitzen ein oranges, leuchtend gefärbtes, fleischiges, glattes Anhängsel, auch Pseudoarillus genannt.

## Vorkommen
Das natürliche Verbreitungsgebiet reicht vom nordöstlichen Kenia über das östliche Äthiopien, Dschibuti und Somalia bis auf der arabischen Halbinsel in den Oman sowie nach Jemen.
Commiphora myrrha kommt meist in offenen Acacia-, Commiphora-Buschland vor. Er wächst meist in flachen Böden hauptsächlich über Sandstein. Commiphora myrrha gedeiht in Höhenlagen zwischen 250 und 1300 Meter bei Jahresniederschlagsmengen von 230 bis 300 mm.

## Taxonomie
Die Erstbeschreibung erfolgte 1828 unter dem Namen (Basionym) Balsamodendrum myrrha durch Theodor Friedrich Ludwig Nees von Esenbeck in Plantae Medicinales oder Sammlung offizineller Pflanzen, 1, Tafel 357. Die Neukombination zu Commiphora myrrha wurde 1883 durch Heinrich Gustav Adolf Engler in Alphonse Pyrame de Candolle und Anne Casimir Pyrame de Candolle: Monographiae Phanerogamarum, Band 4, S. 10 veröffentlicht. Weitere Synonyme für Commiphora myrrha (Nees) Engl. sind: Commiphora molmol (Engl.) Engl., Commiphora myrrha var. molmol Engl. Als Stammpflanze der Myrrhe gilt Commiphora abyssinica Engl.
Der Gattungsname Commiphora ist von den latinisierten Formen der altgriechischen Wörter κόμμι (kómmi) ‚Gummi‘ und φορός (phorós) ‚tragend‘ abgeleitet und bezieht sich auf die von den meisten Vertretern der Gattung ausgeschiedenen aromatischen Gummiharze.